# Wu Lien-teh
Wu Lien-teh (伍連德; Penang, 10 marzo 1879 – Penang, 21 gennaio 1960) è stato un medico malese di origini cinesi.

## Biografia
Noto per il suo lavoro nella sanità pubblica della Repubblica di Cina di inizio '900 e in particolare, per la peste della Manciuria del 1910-1911, Wu è stato il primo studente di medicina di origine cinese a studiare all'Università di Cambridge e fu anche il primo malese nominato per il Premio Nobel per la fisiologia o la medicina nel 1935. Inoltre fu tra i primi fautori dell'utilizzo di maschere di protezione contro agenti patogeni, in special modo introdusse una maschera facciale in cotone idrofilo.